# إكليس (دائرة انتخابية في المملكة المتحدة)
اكليس  (بالإنجليزية: Eccles)‏ هي إحدى الدوائر الانتخابية في المملكة المتحدة الممثلة في مجلس العموم في برلمان المملكة المتحدة.
عضو البرلمان الذي يمثلها حالياً هو :Ian Stewart (Lab).